# Luperus metallicus
Luperus metallicus es una especie de insecto coleóptero de la familia Chrysomelidae.Fue descrita en 1894 por Martin Jacoby.

## Distribución geográfica
Habita en la Sumbawa (Indonesia).